# نایلون (مجله)
نایلون (انگلیسی: Nylon) یک برند چندرسانه‌ای و شرکت انتشاراتی آمریکایی است که مجلهٔ سبک زندگی منتشر می‌کند و بر فرهنگ مردمی و فشن تمرکز دارد. این مجله موضوعات هنر، زیبایی، موسیقی، طراحی، سلبریتی‌ها، تکنولوژی و سفر را پوشش می‌دهد. نام آن اشاره به نیویورک و لندن دارد و اکنون باستل دیجیتال گروپ صاحب آن است. این مجله در سال ۲۰۲۴ دوباره چاپ خواهد شد.

## مدل‌های جلد مجله
نخستین مدل جلد مجلهٔ نایلون، بازیگر لیو تایلر در آوریل ۱۹۹۹ بود. سوپر مدل هلنا کریستنسن، یکی از بنیان‌گذاران مجلهٔ نایلون، هم از او عکس گرفته و هم با او مصاحبه کرده است.
مدل‌های دیگر جلد مجله عبارتند از: دمی لواتو، کریستینا آگیلرا، آوریل لوین، سلنا گومز، لی‌لی آلن، پاریس هیلتون، کمیلا بل، کارن او، ایوان ریچل وود، مری کیت اولسن، لی میشل، لیل کیم، زویی دشانل، کریستن استوارت، ریچل بیلسون، اسکارلت جوهانسون، کریستینا ریچی، کریستینا ریچی، لیتون میستر، بلیک لایولی، تیلور مامسن، وایت استرایپس، سیه‌نا میلر، نیکول ریچی، مگان فاکس، هیلاری داف، اما استون، لیندزی لوهان، ام.آی.ای.، زوئی سالدانا، درو بریمور، جسیکا کارن، میلا کونیس، امیلی براونینگ، کیتی پری، جنا مالون، ابی کورنیش، ونسا هاجنز، جیمی چانگ، اما رابرتس، کلویی گریس مورتس، لی‌لی کالینز، هیلی ویلیامز، مارینا دیاماندیس و لانا دل ری.